# 国司憲一郎の元気一番!
『国司憲一郎の元気一番！』（くにしけんいちろうのげんきいちばん）は、2000年4月3日から2003年3月28日まで山陽放送（RSKテレビ）で放送されていた情報番組である。

## 放送時間
いずれも日本標準時。
- 月曜 - 金曜 16:54 - 17:44（2000年時点）[2] - ただし番組公式サイトには、一時期17:43まで放送と記されていた[3]。
- 月曜 - 金曜 16:54 - 17:54（2001年時点）[4]
- 月曜 - 金曜 16:50 - 17:50（2002年3月25日から）[5]

## 出演者

### 司会
| 期間      | 期間      | 男性       | 女性       |
| --------- | --------- | ---------- | ---------- |
| 2000.4.3  | 2001.3.30 | 国司憲一郎 | 森下真由美 |
| 2001.4.2  | 2001.9.28 | 国司憲一郎 | 石黒文絵   |
| 2001.10.1 | 2003.3.28 | 国司憲一郎 | 河原祥子   |

### その他の出演者
- 岩根宏行[3]
- 阪上彰子[3]

## コーナー
番組終了時点でのデータを記載。
- デイリー・リポート
- 役立つ情報コーナー
- レッツ・ヘルシーUP＆健康アラカルト
- 中継コーナー（木曜）
- カルチャー情報
- クッキングコーナー「目指せヘルシークッキング名人!!」
- 週末イベント情報「3海週末ナビ」（金曜）